# Nederlandse Spoorwegen
Nederlandse Spoorwegen, NS – główny kolejowy przewoźnik pasażerski w Holandii. Pociągi spółki korzystają z torów i infrastruktury kolejowej zarządzanej przez firmę ProRail, niegdyś część NS.
Przedsiębiorstwo jest w całości własnością rządu Holandii. Istniały plany publicznej emisji akcji spółki, lecz zostały one przełożone na bliżej nieokreśloną przyszłość.
Pokrycie Holandii siecią kolejowych przewozów pasażerskich jest bardzo dobre, pociągi docierają do prawie wszystkich miast, do większości z nich co najmniej raz lub dwa razy na godzinę. Pomiędzy największymi miastami kraju: Amsterdamem, Rotterdamem, Hagą i Utrechtem, pociągi NS kursują co 15 minut.

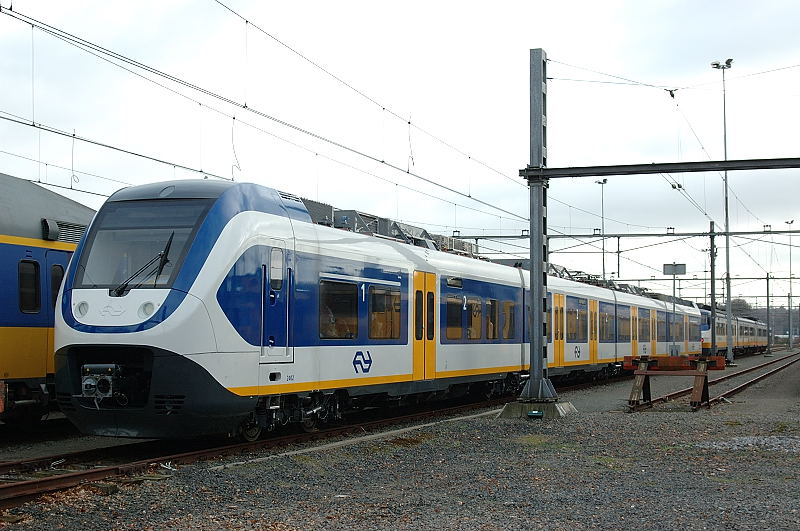
Sprinter Lighttrain należący do NS

Pociągi kursują zwykle między 6 rano a północą, chociaż w aglomeracji Randstad NS zapewnia całonocną komunikację kolejową.

## Oddziały NS
Nederlandse Spoorwegen posiadają szereg jednostek zależnych.
- NS Reizigers (NSR) (NS Podróżni) – oddział odpowiedzialny za ruch pociągów pasażerskich oraz zatrudniający maszynistów i konduktorów.
- NS Stations  (NS Stacje) – odpowiedzialny za eksploatację wszystkich 390 dworców kolejowych w Holandii, również tych, z których korzystają pociągi innych niż NS przewoźników.
- NedTrain – oddział odpowiedzialny za serwisowanie pociągów.
- NS Vastgoed  (NS Nieruchomości) – posiada 48 km² gruntów, zwykle w pobliżu stacji kolejowych, budując i użytkując na tych terenach węzły komunikacji publicznej, biura i budynki mieszkalne.
- NS Commercie  (NS Handel) – marketing, sprzedaż i obsługa klienta.
- NS International – wraz z NS Reizigers i partnerami zagranicznymi uruchamia pociągi do innych krajów, takie jak Thalys (z Amsterdamu do Paryża), ICE (z Amsterdamu do Frankfurtu nad Menem) czy City Night Line (do Monachium).
- NedRailways – spółka joint-venture z Serco, uruchamiająca pociągi Merseyrail w okolicach Liverpoolu, i Northern Rail w północnej Anglii.

W 2002 roku Nederlandse Spoorwegen planowały założenie spółki joint-venture Nedkoleje z Polskimi Kolejami Państwowymi w celu prowadzenia pasażerskich przewozów kolejowych w województwie zachodniopomorskim. Plany te nie zostały zrealizowane.

## Pociągi uruchamiane przez NS
Pociągi krajowe uruchamiane przez NS dzielą się na następujące kategorie:
- Stoptrein (pociąg osobowy) – pociągi tej kategorii zatrzymują się na każdej stacji na swojej trasie i służą głównie obsłudze ruchu lokalnego.
- Sprinter pociąg identyczny ze stoptrein, operujący na wydzielonych liniach aglomeracji Randstad.
- Sneltrein (pociąg pospieszny) – pociągi tej kategorii zatrzymują się jedynie na większych stacjach. Kursują jedynie na wybranych trasach, najważniejsze z nich to Roosendaal na południowym zachodzie – Zwolle na północnym wschodzie kraju, oraz Arnhem/Nijmegen – Rotterdam/Haga. Na obydwu tych trasach pociągi kursują co pół godziny
- InterCity – kategoria wprowadzona w latach siedemdziesiątych. Pociągi zapewniają połączenia między największymi miastami kraju.

NS posiada wspólny system taryfowy z trzema mniejszymi przewoźnikami pasażerskimi (Syntus i Connexxion na wschodzie, NoordNed na północy kraju).

## Polityka firmy
W NS funkcjonuje system zwrotu części lub całości ceny biletu w przypadku opóźnienia pociągu. w przypadku opóźnienia przekraczającego pół godziny firma zwraca połowę, a w przypadku opóźnienia większego niż godzina, całość ceny biletu. Obiektem refundacji nie są opóźnienia w przypadku podróży na krótkie odległości, ani też opóźnienia zapowiadane z kilkudniowym wyprzedzeniem. Zwrot ceny biletu nie jest pomyślany jako rekompensata za utratę czasu w wyniku opóźnienia, lecz jako zniżka w cenie biletu z powodu niezadowalającej jakości usługi.
Część kosztów pokrywa ProRail, ponieważ jest zwykle częściowo lub w całości odpowiedzialny za powstałe opóźnienia.
Od 1 stycznia 2004, palenie tytoniu jest zabronione w pociągach krajowych, wewnątrz dworców kolejowych i na zadaszonych peronach. Palenie marihuany jest również zabronione.
Od czerwca 2003 zaprzestano sprzedaży zimnych przekąsek i napojów na pokładzie pociągów krajowych. Zapotrzebowanie na tego typu usługę, niewielkie ze względu na niewielkie czasy podróży w Holandii, spadło dodatkowo wraz ze wzrostem liczby sklepów na dworcach kolejowych.
We wrześniu 2005 firma publicznie przeprosiła za swoje zaangażowanie w deportacje blisko 100 000 Żydów do nazistowskich obozów zagłady podczas II wojny światowej.